# 张美芳
张美芳（？—），女，中华人民共和国外交官，曾任中华人民共和国驻贝尔法斯特总领事。

## 生平
张美芳毕业于华东师范大学和剑桥大学。1985年，进入中华人民共和国外交部工作，先后在外交部翻译室、北京2000年奥运会申办委员会对外联络组、驻法国大使馆、常驻联合国代表团、外交部国际司、外交部涉外安全事务司任职。2008年，任驻多伦多总领事馆副总领事。2013年，任驻纽约总领事馆副总领事。后任外交部涉外安全事务司副司级干部。2018年12月，出任中华人民共和国驻贝尔法斯特总领事。2024年7月，自驻贝尔法斯特总领事离任。

## 家庭
已婚，丈夫是资深外交官刘海星，两人育有一女。

## 争议

### 发布假信息
2023年土耳其－敘利亞地震中，张美芳于2月13日（当地时间）在个人推特上发布展示1915恰纳卡莱大桥唯一的参与者是中企蜀道集团的假视频。她在视频中称，该桥梁借助中国技术下经受住了地震，文末还注明「中国技术」（China Tech）。实际上，桥梁施工是由韩国Daelim和SK ecoplant以及土耳其Limak和Yapi Merkezi进行，这座桥也位于距地震震中最近的城市西北约950公里（590英里）处。在隔日删贴之前，这段视频已被观看了超过20万次。中国驻法国大使馆官方推特也转发了这篇文章，但在了解相关事实后将其删除。

### 认为1941年美国侵略日本
张美芳于2022年8月23日在个人推特上发布一则推文，说这是美国侵略简史(The history of American aggression in a snap shot)，附有一张图片，但是图片的标题是美国参与的主要战争（Major wars involving US), 其中包括二战（图上标的是1941年，日本）。也就是说张美芳认为1941年美国对日本宣战是对日本的侵略。这和中国官方叙事历史里中国抵抗日本侵略相矛盾。张美芳后来删掉了这则推文。